# Szlak Skarszewski

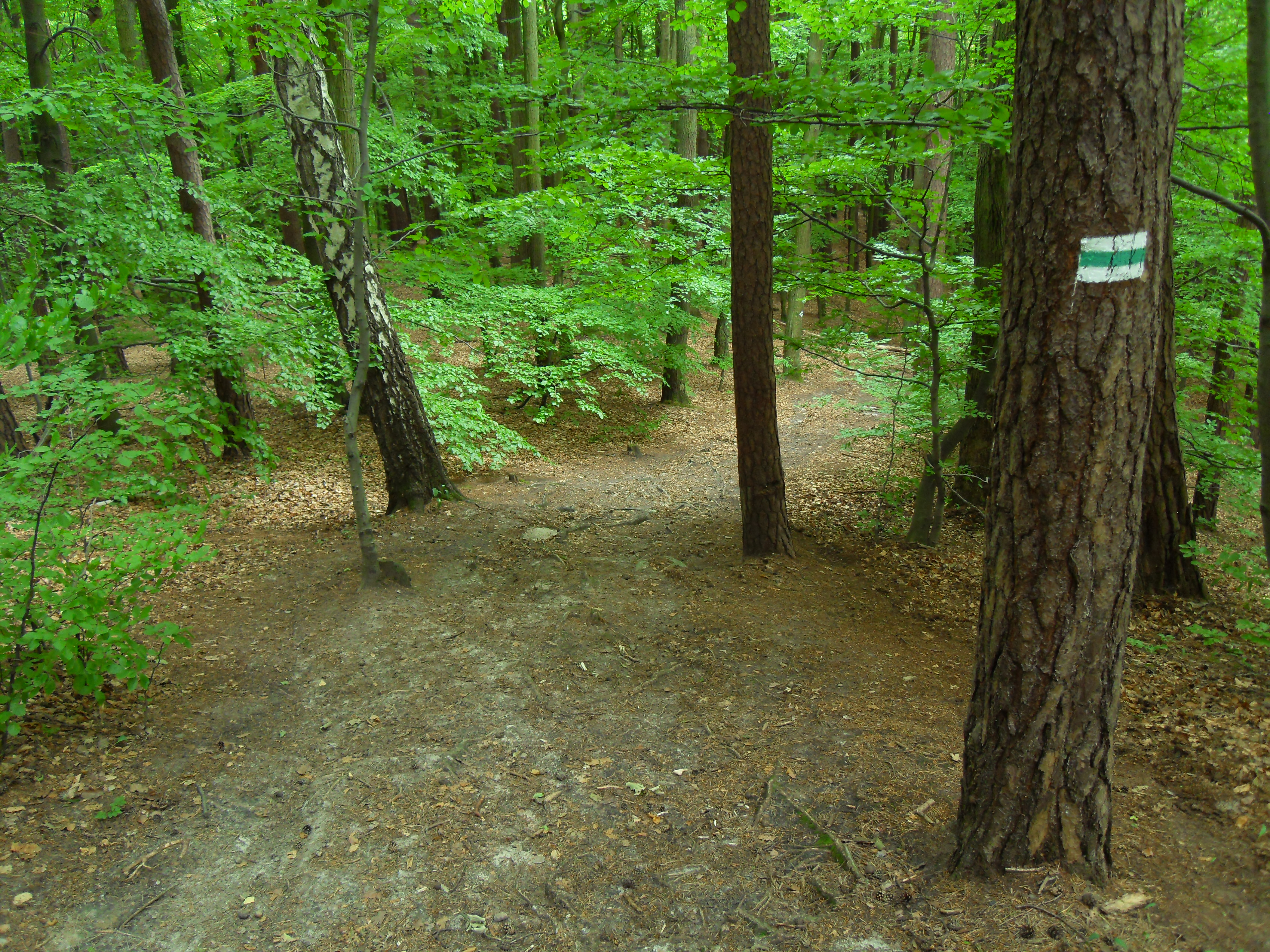
Szlak Skarszewski w Lasach Oliwskich

Szlak Skarszewski – zielony znakowany szlak turystyczny wytyczony przez obszar miast Sopot, Gdańsk i powiatów gdańskiego i starogardzkiego, prowadzący z Sopotu Kamiennego Potoku do Skarszew wschodnim skrajem Pojezierza Kaszubskiego w województwa pomorskiego (liczący ok. 81 km długości).

## Przebieg Szlaku

### Lasy Oliwskiena obszarzeTrójmiejskiego Parku Krajobrazowego
- Sopot Kamienny Potok
- Kamienny Potok
- Dolina Gołębiewska
- Wilczy Parów
- Rezerwat przyrody Zajęcze Wzgórze
- Dolina Świemirowska
- Oliwa
- Głowica
- Dolina Samborowo
- Matemblewo
- Rezerwat przyrody Dolina Strzyży

### Pojezierze Kaszubskie-Radunia
- Kiełpinek
- Karczemki Kiełpińskie
- Otomin
- Jezioro Otomińskie
- Jezioro Łapino Górne
- Kolbudy
- Pręgowo (województwo pomorskie)
- Jezioro Przywidzkie
- Miłowo
- Drzewina
- Nowy Wiec
- Szczodrowo
- Skarszewy

### Północne Kociewie
- Nowy Wiec
- Szczodrowo
- Grodzisko Gnosna
- Wietcisa
- Wolny Dwór
- Skarszewy